# Carl Gustaf Apiarie
Carl Gustaf Apiarie, född 27 maj 1732 i Västerviks församling, Kalmar län, död 23 juni 1816 i Södertälje, var en svensk ämbetsman och klädesfabrikör.

## Biografi
Carl Gustaf Apiarie föddes 1732 i Västerviks församling. Han var son till borgmästaren Reinhold Apiarius i Västervik. Apiarie ägde Barnängens manufaktur i Stockholm och fick senare kommerseråds titel. Han var riksdagsman för borgarståndet vid riksdagen 1786 och riksdagen 1789. Apiarie var ledamot från 1789 till 1792 i bankofullmäktige. Han avled 1816 i Södertälje.

### Familj
Apiarie gifte sig 1762 med Katarina Magdalena Lafrensen och andra gången 1779 med Anna Juliana Kling.